# Swetes
Swetes är en ort i Antigua och Barbuda.   Den ligger i parishen Parish of Saint Paul, i den centrala delen av landet, 9 kilometer sydost om huvudstaden Saint John's. Swetes ligger 65 meter över havet och antalet invånare är 727. Den ligger på ön Antigua.
Terrängen runt Swetes är platt åt nordost, men åt sydväst är den kuperad. Havet är nära Swetes söderut. Närmaste större samhälle är Saint John's, 8,9 kilometer nordväst om Swetes. 